# Dürnitz

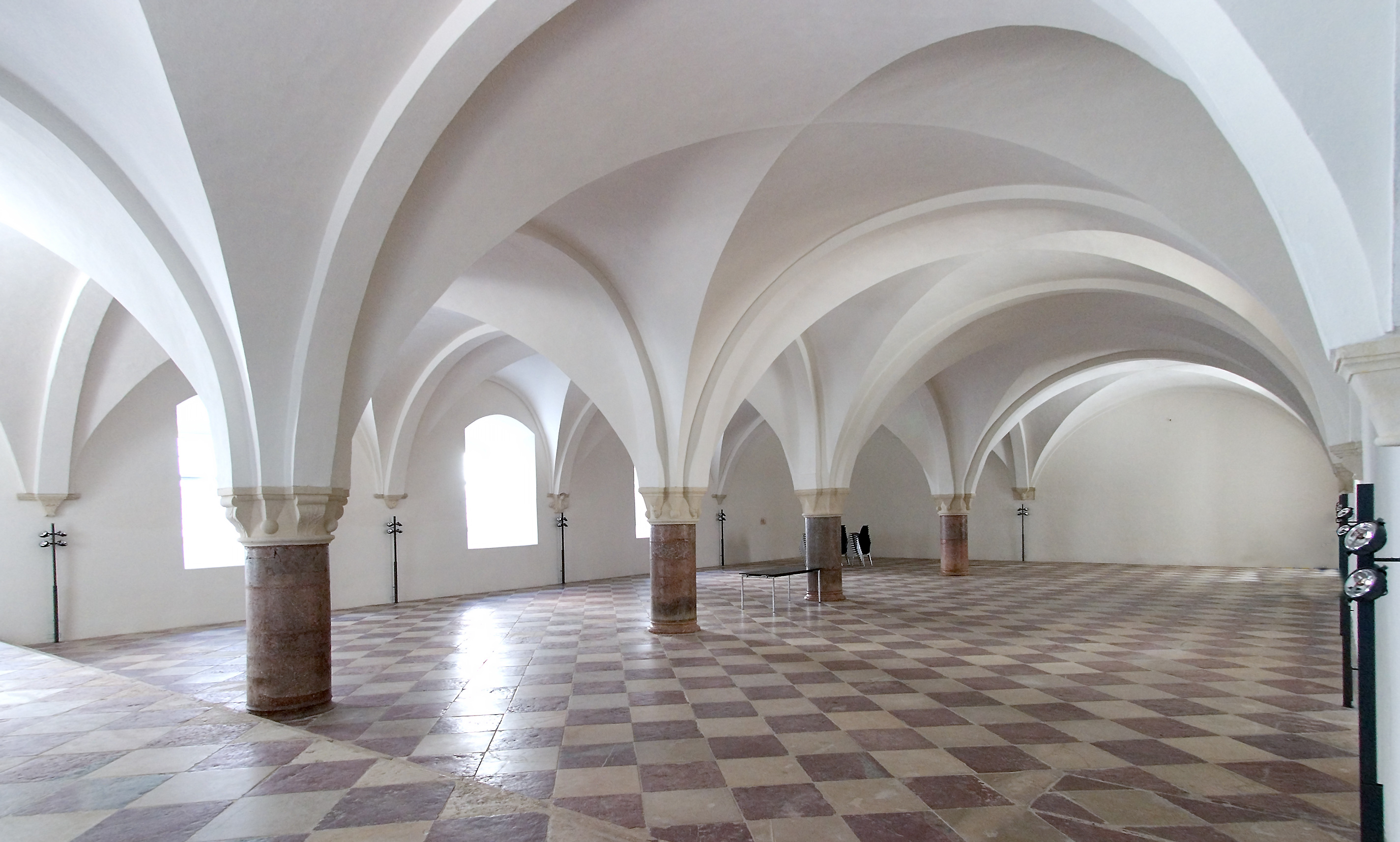
Schloss Neuburg an der Donau: Hofstube (um 1537/1560) im Erdgeschoss des Westflügels

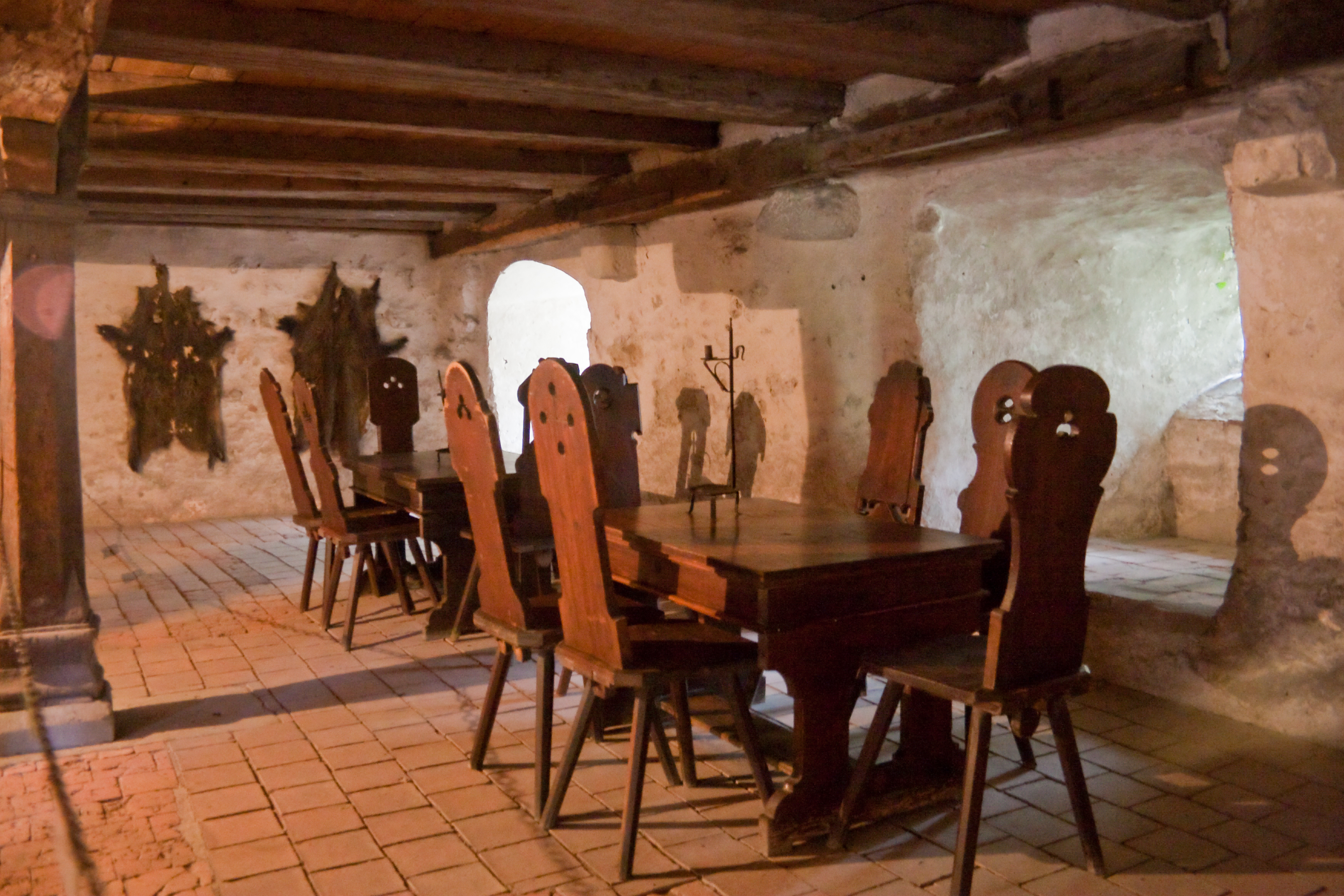
Dürnitz der Burg Meersburg

Die Dürnitz (von slawisch dorniza „beheizbare Stube“), auch Dirnitz oder Türnitz genannt, ist ein rauchfrei beheizbarer Speise- und Gemeinschaftsraum in mitteleuropäischen Burgen oder frühen Schlössern. In der Regel befand sich dieser Raum im Erdgeschoss und diente den gemeinsamen Mahlzeiten des Haushaltes und war in größeren Anlagen aufwendig ausgestattet.
Äquivalent benutzt wurden auch die Begriffe „Hofdornse“ im niederdeutschen Sprachraum (Dornse = Stube) und seit dem 15. Jahrhundert „Hofstube“ im mitteldeutschen Raum.

## Geschichte
Auch wenn wenig Gesichertes über den baulichen Rahmen der täglichen Mahlzeiten in einer deutschen Residenz des hohen Mittelalters bekannt ist, so kann doch angenommen werden, dass auch damals wie später immer öfter ein rauchfrei beheizbarer, größerer Raum für die gemeinsamen Mahlzeiten der männlichen Hofangehörigen vorhanden gewesen sein muss. Der in der Regel bauarchäologisch zuverlässiger nachweisbare Große Saal in den Obergeschossen war in vielen Fällen aufgrund des fehlenden Fensterverschlusses dazu wohl nicht geeignet. In der Dürnitz/Hofstube wurde die Wärme zunächst häufig durch Warmluftheizungen verbreitet (12.–15. Jahrhundert), dann immer häufiger durch einen Hinterladerofen erzeugt (13.–16. Jahrhundert).
Große Erdgeschosssäle unter den Festsälen sind in der zweiten Hälfte des 13. Jahrhunderts auf den herzoglichen Anlagen Burghausen (erbaut nach 1255, gewölbt kurz vor 1446) und Burg Trausnitz über Landshut (um 1260) entstanden. Vermutlich kamen hier Hinterladeröfen zum Einsatz. Beide Anlagen wurden unter dem Wittelsbacher Heinrich XIII. (reg. 1253–1290) als herzogliche Hauptresidenzen in Niederbayern ausgebaut.
Die bischöfliche Burg Ziesar in Brandenburg erhielt in dem um 1340 neu errichteten Wohnbau einen großen Erdgeschosssaal, von dessen Warmluftheizung mit mehreren Heizkammern Reste gefunden worden sind. Noch um 1470 wurde bei einer Renovierung dieser ältere Heizungstyp erneuert.
Die Funktion solcher ebenerdiger Gemeinschaftsräume zeichnet sich seit dem 15. Jahrhundert in zahlreichen Reglementierungen für das Leben an größeren Fürstenhöfen ab, den sogenannten Hofordnungen. Bis ins 16. Jahrhundert hinein speiste im deutschen Kulturraum ein Burg- bzw. Schlossherr in der Regel zweimal täglich zusammen mit seinem Gefolge. So heißt es 1526 in der Hofordnung des Pfalzgrafen Ottheinrich für seine Residenz in Schloss Neuburg an der Donau: „Des Setzen halben. Item, unser maynung ist, das sich hinfuran kainer selbs setz, sonder, so unser tisch besetzt wirdet, das allßdann die, so Rete sind, durch den Haußvogt und nachvolgend die Edelleut, Cantzleyschreiber und die Ainspennigen, fürter unser knecht, allsdann des hofmaisters, darnach der Rete und aufs letst ander knecht und hofgesind […] ye ungeverlich acht person an ainen tisch gesetzt […] werden.“
Der Fürstentisch dürfte in den meisten Fällen auf einer in zahlreichen Quellen nachweisbaren, um ein paar Stufen erhöhten Estrade an einer Kopfseite aufgeschlagen worden sein (erhalten in Neuburg an der Donau 1544). Lediglich wenn dem Hofstaat höherrangige weibliche Mitglieder angehörten, stand ihnen in der Regel eine separate Tafelstube in den oberen Geschossen in der Nähe ihrer Wohnräume zur Verfügung.
Entsprechend ihrer hochrangigen Nutzung waren viele der in dieser Periode erbauten oder neu gestalteten Hofstuben architektonisch aufwendig ausgeführt. In Württemberg entstanden um 1443 in den Residenzen Stuttgart und Urach große Dürnitzen (Hofstuben) mit 1090 m² bzw. 460 m² Grundfläche. In der kursächsischen Albrechtsburg wurde 1471 die Hofstube nicht nur in ihren Dimensionen, sondern auch ihrer übrigen Architektur dem angrenzenden, ebenfalls aufwendig gewölbten Großen Saal vergleichbar gestaltet. Weitere Hofstuben dieser Zeit sind im Residenzschloss Dresden (1468), im Schloss Merseburg (um 1470/80), auf der Ronneburg (1477) und im Schloss Gottorf (Ende 15. Jh.) erhalten geblieben.
Eine durch Erker auf allen vier Seiten besonders aufwendig ausgestaltete Hofstube ist um 1510/15 im Erdgeschoss des sogenannten Frauenzimmerbaus des Heidelberger Schlosses errichtet worden. Sie wurde als einer der prächtigsten Schlossräume in einem Ruhmgedicht auf eine Fürstenhochzeit 1534 hervorgehoben: „Eß waren wol drey furstentisch: / Am ersten, der verordent ist / Gewest in dem erckher oben, / Welcher vonn kunst billich zu loben / Ich glaub, der tempell auff montsaluat , / Den Titurell erbawet hat,/ Mocht dißem werckh geleichen nicht: / Gethierts, laubwerckh, und ein bild, ma sicht, / Gantz artlich und reyn ergraben, / Viel possament werklich erhaben, / Das Gewelb zierlich gehymmelt, / Von farben schon außgeplummelt. / Eß ist an dem kein vleis gespart.“ Verhältnismäßig späte Beispiele für Hofstuben als aufwendige Gewölberäume sind in Schwerin (1553) und Güstrow (1558) erhalten.
Meistens waren die Hofstuben direkt vom Hof aus zugänglich. Ihre architektonische Distanz zu der herrschaftlichen Wohnsphäre der oberen Geschosse kommt dadurch zum Ausdruck, dass sie oft keine innere Verbindung zu darüberliegenden Wohngeschossen besaßen. Es war allerdings lange ebenfalls nicht üblich, die Hofstube als Speiseraum in direkte Verbindung mit der Küche zu setzen oder auch nur in deren Nähe zu platzieren, wie u. a. die Situationen in der Albrechtsburg, im Schloss Hartenfels in Torgau (1533) oder im Schloss Bernburg (1567) zeigen.
Ein Prozess, der die repräsentative Bedeutung der Hofstuben verringerte, war die langsame Ablösung der Naturalbeköstigung und damit der gemeinsamen Tafel der übrigen Hofangehörigen.  Besonders seit der zweiten Hälfte des 16. Jahrhunderts gingen aus Haushaltungsgründen immer mehr Hofhaltungen dazu über, an einen größeren Teil ihrer Mitglieder Kostgeld auszuzahlen, die dann nicht mehr durch die Hofküche verpflegt wurden und nicht mehr im Schloss aßen.

## Nachweise
1. ↑  Arthur Kern (Hrsg.): Deutsche Hofordnungen des 16. und 17. Jahrhunderts. 2 Bände. Berlin 1905/07.
2. ↑  Stephan Hoppe: Die Architektur des Heidelberger Schlosses in der ersten Hälfte des 16. Jahrhunderts. Neue Datierungen und Interpretationen. In: Volker Rödel (Red.): Mittelalter. Schloss Heidelberg und die Pfalzgrafschaft bei Rhein bis zur Reformationszeit. Begleitpublikation zur Dauerausstellung. Regensburg 2002, S. 183–190.